# Polygraf

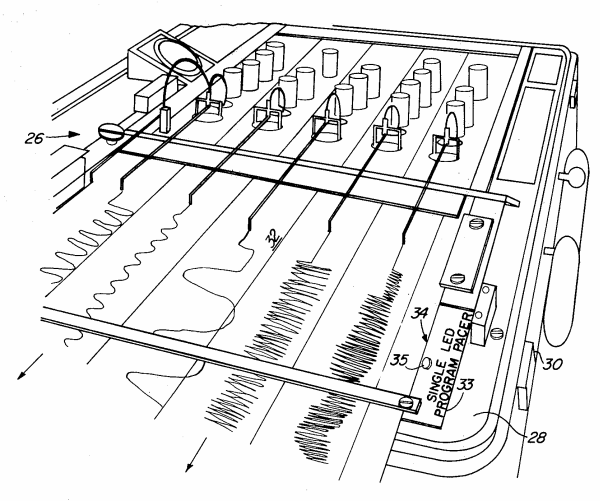
Elektromechanický polygraf zaznamenává veličiny na pás papíru.

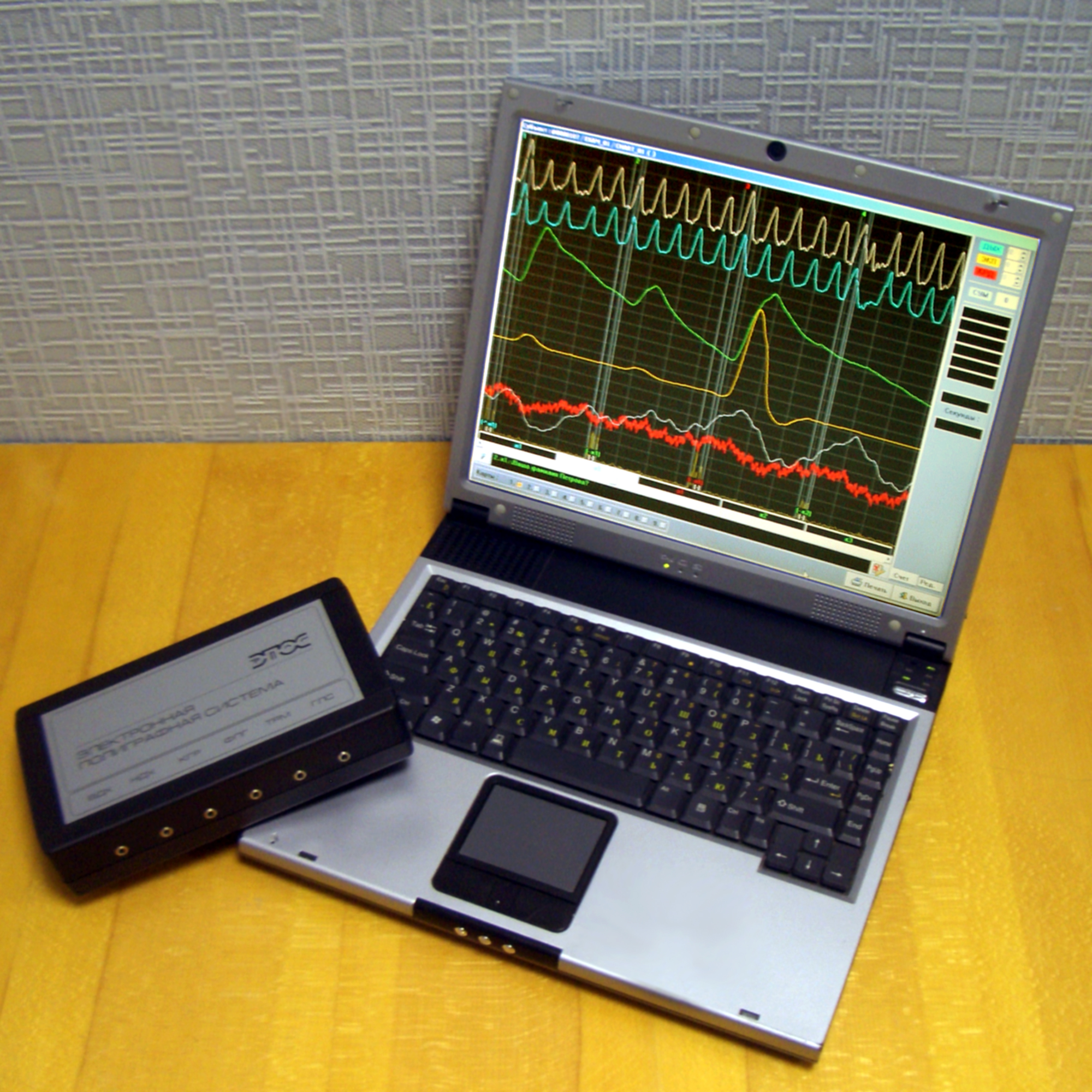
Moderní polygraf využívá počítač pro záznam průběhu výslechu a měřených veličin.

Polygraf (populárně označován jako detektor lži) je přístroj, který zaznamenává několik fyziologických veličin (například krevní tlak, srdeční puls, dýchání, elektrický odpor kůže, velikost zornice oka apod.), když je člověku kladena série otázek. Vychází se z předpokladu, že vědomá lež vyvolá stresovou situaci, která se projeví měřitelnou změnou sledovaných údajů.

## Kriminalistika
Při interpretaci výsledků výstupu polygrafu se v kriminalistice využívá forenzní analýzy. Polygraf sám o sobě nedokáže sdělit, zda sledovaná osoba lhala, nebo ne, závěr musí učinit člověk na základě zjištěných údajů. Otázky vybírá vyšetřovatel spolu s psychologem a vlastní vyšetření přístrojem provádí školená odborná obsluha (na rozdíl od formy volené v televizních seriálech a detektivních románech). V ČR je fyziologické vyšetřování postavené na principu dobrovolnosti, to znamená, že jeho odmítnutí nemá na podezřelou osobu negativní vliv. Polygraf v ČR není zákonem stanoveným důkazním prostředkem. Přesto platí, že důkazem může být v trestním právu cokoli, včetně výsledků polygrafu, co může sloužit k objasnění skutku a osoby pachatele (platí však volné hodnocení důkazů).

## Lékařství
V lékařství se polygraf využívá zejména v oborech fyziologie, angiologie, kardiologie. Obsahuje obvykle šestnáctikanálový elektrokardiograf s vícekanálovým osciloskopem (vytváří zápis EKG) pro záznam fonokardiogramu (zvukový záznam činnosti srdce), pulsových vln, karotidogramu (časový průběh změn cévy), apexkardiogramu (záznam mechanických pohybů srdce), krevního tlaku apod.